# منتخب تايبيه الصينية لكرة القدم للسيدات
منتخب الصين تايبيه لكرة القدم للنساء هو المنتخب الذي يمثل جمهورية الصين (تايوان) في منافسات كرة القدم للنساء، تأهل هذا المنتخب إلى منافسات كأس العالم لكرة القدم للنساء في كأس العالم لكرة القدم للسيدات 1991 حيث وصل أنذاك إلى الدور الربع النهائي، أبرز إنجازات المنتخب هو فوزه ببطولة كأس الأمم الآسيوية لكرة القدم للسيدات 3 مرات في سنوات 1977 و 1979 و 1981 كما وصل مرتين لمركز الوصافة.